# Yei (Sudan del Sud)
Yei è un centro abitato del Sudan del Sud, situato nello Stato di Yei River.